# Hans Hermann
 Ikke at forveksle med Hans Herrmann.
Hans Hermann (født 17. august 1870 i Leipzig, død 18. maj 1931 i Berlin) var en tysk komponist.
Hermann virkede som orkestermusiker (kontrabassist) og senere i en årrække som lærer ved Scharwenka-konservatoriet i Berlin. Hermann er kendt som sangkomponist, og særlig hans ballader i bred folkelig stil har vundet megen udbredelse som koncertnumre; ved siden heraf har Hermann skrevet en symfoni, strygekvartetter, klavermusik med mere samt et par sangspil.